# 451 Patientia
451 Patientia è un grande asteroide della fascia principale del diametro medio di circa 224,96 km.
Patientia fu scoperto il 4 dicembre 1899 dall'astronomo francese Auguste Honoré Charlois (soprannominato il furetto dei pianetini per l'elevato numero di asteroidi individuati, 99) grazie al telescopio rifrattore da 76 centimetri (30 pollici) dell'Osservatorio di Nizza, dove lavorava come segretario del direttore Henri Perrotin.
Il suo nome è dedicato alla Patientia, il latino di pazienza.